# Standaardtype Harmelen

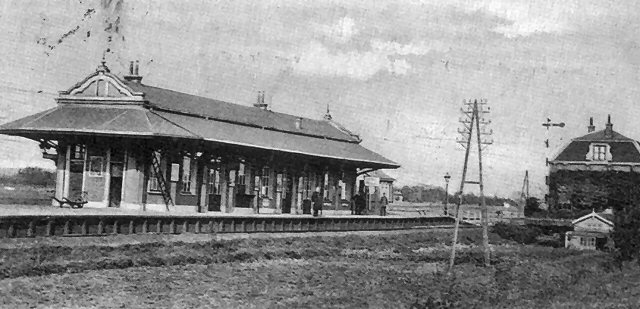
Station Vreeland (1920)

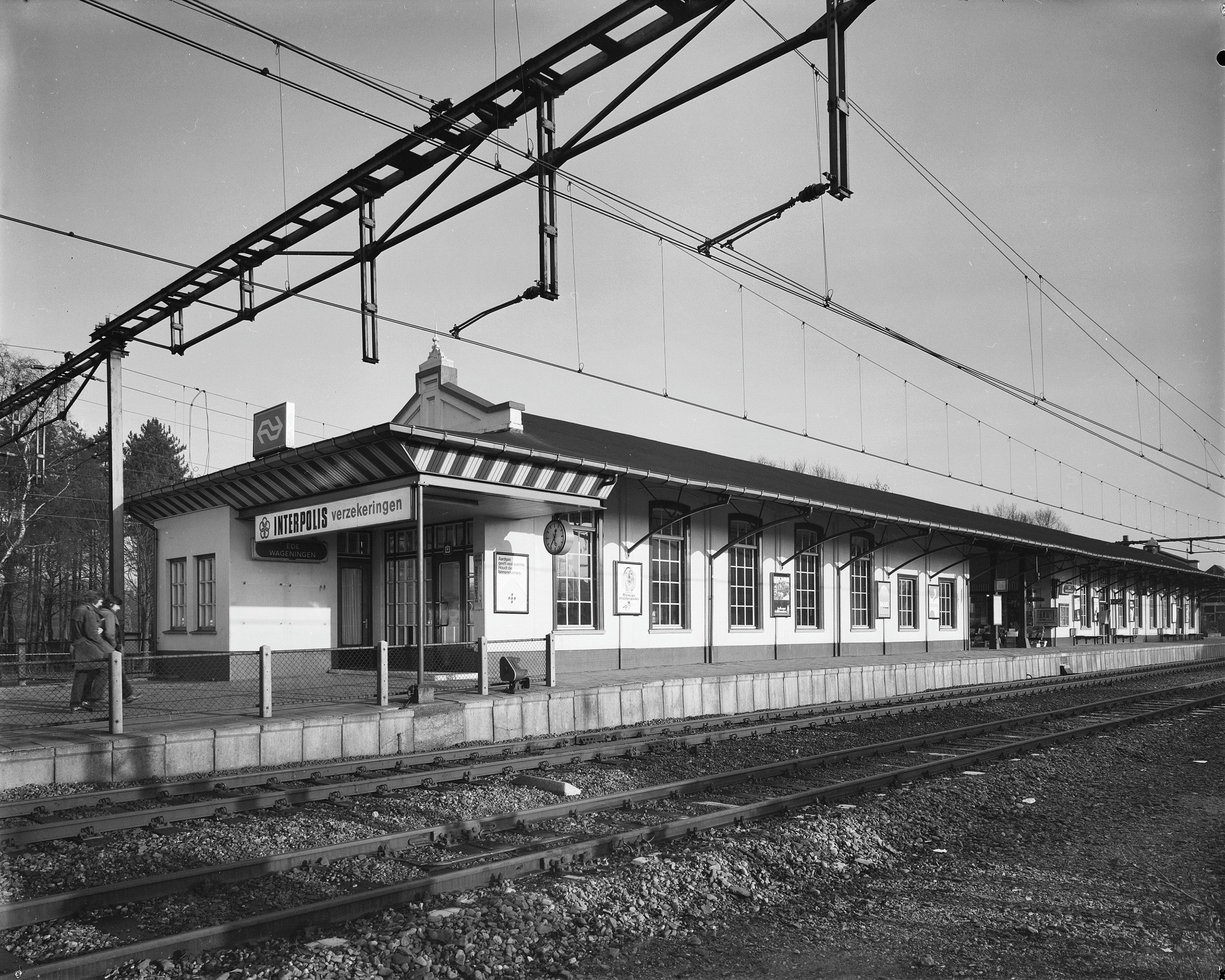
Station Ede-Wageningen (1974)

Het Standaardtype Harmelen is een stationsontwerp dat tussen 1868 en 1890 werd gebruikt voor vier Nederlandse stationsgebouwen van de maatschappij NRS. Deze gebouwen zijn tegenwoordig alle gesloopt.
De gebouwen, alle zogenaamde eilandstations, waren verschillend van grootte maar kwamen qua architectuur overeen. Het eerste station werd gebouwd in Harmelen, daar is later het standaardtype naar vernoemd. De architect is onbekend.

## Stations van het type Harmelen
- Station Harmelen (1868), gesloopt in of voor 1935
- Station Ede-Wageningen (1877), gesloopt in 1984
- Station Maarssen (1890), gesloopt in 1979
- Station Vreeland (1890), gesloopt in of voor 1960